# Wolfgang Christoph Deßler
Wolfgang Christoph Deßler (* 11. Februar 1660 in Nürnberg; † 11. März 1722 ebenda) war ein deutscher Dichter und Konrektor.

## Leben
Der Sohn einer Juweliers studierte Theologie an der Universität Altdorf. Nach dem Abbruch des Studiums kehrte er nach Nürnberg zurück und eignete sich durch die Freundschaft zu Erasmus Finx Grundkenntnisse der Dichtkunst an. Ab 1705 war er als Konrektor der Schule zum Heiligen Geist in Nürnberg tätig.
Aus seiner Feder stammen über 100 Lieder, darunter u. a. das evangelische Kirchenlied Wie wohl ist mir, o Freund der Seelen.